# شيلبي لي آدامز
شيلبي لي آدامز (بالإنجليزية: Shelby Lee Adams)‏ هو مصور أمريكي، ولد في 1950 في هازارد في الولايات المتحدة.

## وصلات خارجية
- شيلبي لي آدامز على موقع IMDb (الإنجليزية)
- شيلبي لي آدامز على موقع قاعدة بيانات الفيلم (الإنجليزية)